# Musikparade
Pour plus de détails, voir Fiche technique et Distribution.
Musikparade (en français, Parade musicale) est un film allemand réalisé par Géza von Cziffra sorti en 1956.

## Synopsis
Greta Lund dirige son propre groupe de jazz avec charme et tempérament, mais ne croit pas à la romance avec ses musiciens. Puis le célèbre trompettiste et chanteur Peter entre dans l'orchestre et tombe amoureux d'elle. Il essaie avec imagination de la convaincre que les musiciens sont aussi de vrais hommes. Après un concert turbulent, une bagarre et diverses confusions, les deux se retrouvent finalement.

## Fiche technique
- Titre : Musikparade
- Réalisation : Géza von Cziffra assisté de Franz Barrenstein
- Scénario : Géza von Cziffra, Hans Rameau
- Musique : Heinz Gietz, Heino Gaze (de)
- Direction artistique : Mathias Matthies (de), Ellen Schmidt (de)
- Costumes : Maria Brauner
- Photographie : Tony Braun, Ted Kornowicz (de)
- Son : Eduard Wessel, Clemens Tütsch
- Montage : Walter Wischniewsky, Waltraut Wischniewsky
- Production : Artur Brauner
- Sociétés de production : CCC-Film
- Société de distribution : Herzog-Filmverleih
- Pays d'origine :  Allemagne
- Langue : allemand
- Format : Noir et blanc - 1,33:1 - Mono - 35 mm
- Genre : Film musical
- Durée : 89 minutes
- Dates de sortie :
  -  Allemagne de l'Ouest : 11 octobre 1956.
  -  Suède : 18 mars 1957.
  -  France : 14 juin 1957[1].
  -  Danemark : 22 août 1957.

## Distribution
- Peter Alexander : Peter Martin
- Bibi Johns : Greta Lund
- Georg Thomalla : Tommy
- Ruth Stephan : Trudchen
- Else Reval (de) : Spree-Anni
- Chariklia Baxevanos : Maxie
- Peter Hinnen : Paulchen
- Franz-Otto Krüger : Ramon Ramirez
- Helga Predell : Mme Ramirez
- Alexa von Porembsky : Agathe
- Christiane Maybach : Helga
- Bruno W. Pantel: Le barman
- Le Hazy-Osterwald-Sextett